# Harry Crawford (Politiker)

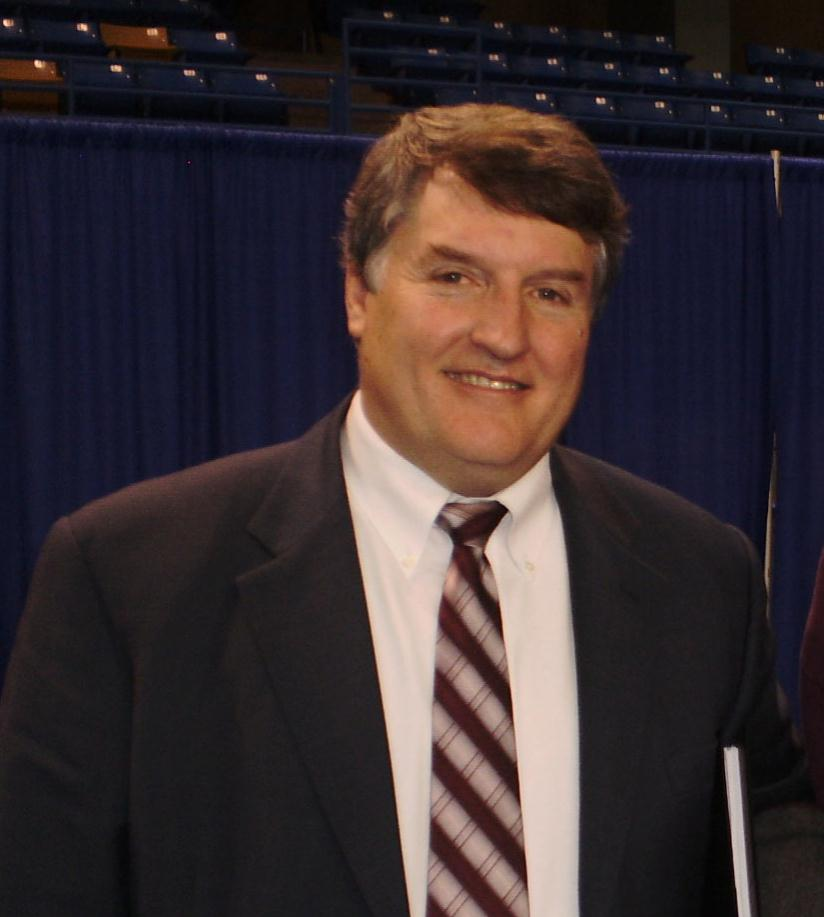
Harry Crawford

Harry T. Crawford, Jr. (* 17. April 1952 in Shreveport, Louisiana, USA) ist ein US-amerikanischer demokratischer Politiker in Alaska.
Crawford zog 1975 nach Alaska, um als Metallarbeiter beim Bau der Trans-Alaska-Pipeline sein Geld zu verdienen.
Crawford initiierte gemeinsam mit Eric Croft und David Guttenberg zwei bei den Wählern erfolgreiche Abstimmungsinitiativen: die Alaska Replacement of U.S. Senators Initiative im Jahr 2004, mit der die Wähler sich dafür entschieden, dass Vakanzen im Senat durch die Wähler besetzt würden sowie 2006 die Alaska Campaign Finance Reform Initiative, mit der der Geldbetrag begrenzt wurde, den Einzelpersonen oder Gruppen einem Kandidaten oder einer politischen Partei spenden dürfen.
Beim zweiten Versuch, einen Sitz im Alaska House of Representatives zu gewinnen, besiegte er im Jahr 2000 im Distrikt 22 die langjährige Amtsinhaberin Ramona Barnes. Crawford war von 2001 bis 2011 Mitglied des Repräsentantenhauses von Alaska – nach einem Neuzuschnitt der Wahlbezirke von 2003 an für weitere acht Jahre im Distrikt 21.
2010 kandidierte Crawford für Alaskas At-Large-Kongresswahlbezirk im Repräsentantenhaus der Vereinigten Staaten. Er unterlag dem republikanischen Amtsinhaber Don Young. Bei den Wahlen 2016 kandidiert Crawford für Alaskas House of Representatives im Wahlbezirk 27.

## Belege
1. ↑  Kristin Spack: Election Night 2010: Incumbents Parnell and Young Re-Elected, Possibly Murkowski APRN 3. November 2010.